# تشيكيتا
شيكيتا براندز إنترناشيونال، المعروفة سابقًا باسم شركة الفاكهة المتحدة، هي شركة أمريكية تعمل في إنتاج وتوزيع الموز ومنتجات زراعية أخرى. تعمل الشركة تحت العديد من العلامات التجارية التابعة، بما في ذلك العلامة التجارية الرئيسية شيكيتا وسلطات فريش إكسبريس. شيكيتا هي الشركة الرائدة في توزيع الموز في الولايات المتحدة. كان مقرها السابق يقع في شارلوت، كارولاينا الشمالية.